# Кастилия-Леон

Провинции Кастилии-Леон

Касти́лия-Лео́н, или Касти́лия и Лео́н (исп. Castilla y León) — автономное сообщество (автономная область) на северо-западе Испании. Столица сообщества официально не определена, главные институты власти расположены в городе Вальядолид.

## География
Территория 94 223 км² (1-е место). Большую часть территории занимает плато Месета.

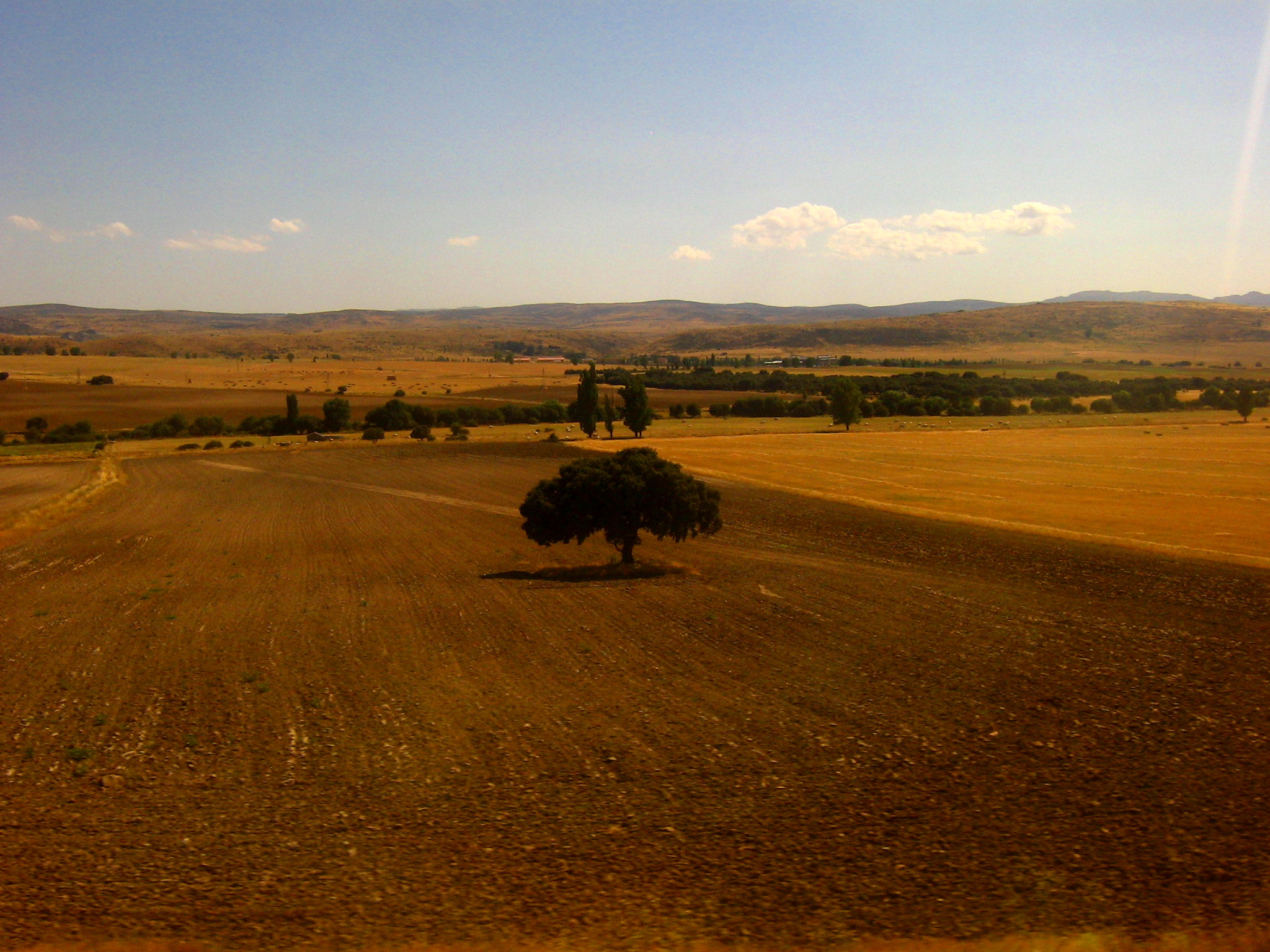
Центральная Месета

В северной части находятся Кантабрийские горы, на юге располагается Центральная Кордильера.

## История

### Восстание Комунерос

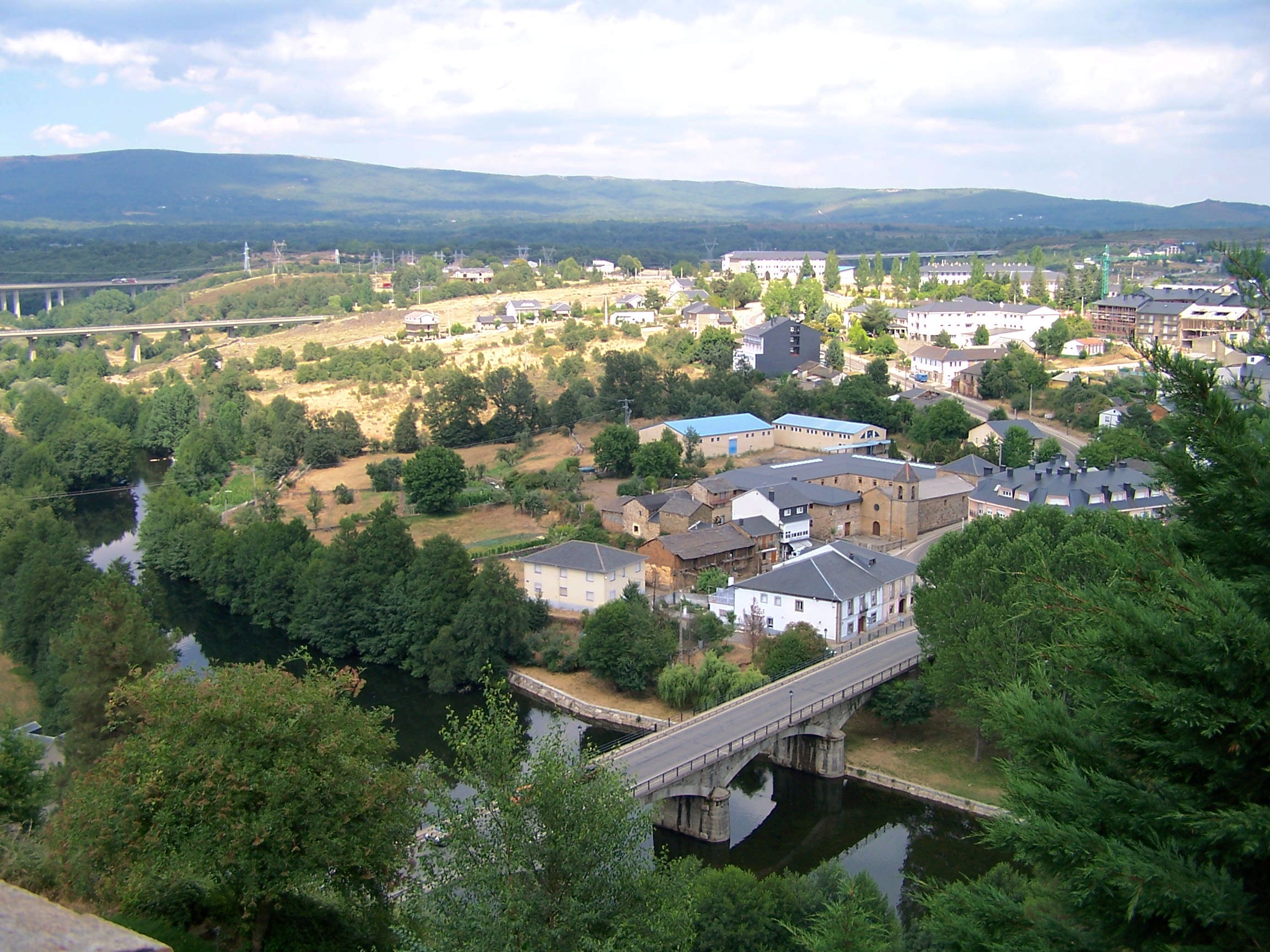
Деревенский пейзаж в Санабрия.

Когда Карлос I в 1519 году был избран германским императором (как Карл V) и по этой причине вновь покинул Испанию (1520 год), возникло восстание комунерос. Они протестовали против абсолютизма Карла и его нидерландских советников во имя национальных учреждений Иберии. Движение комунеросов приняло совершенно демократический характер. Восстание кастильских городов во главе с Толедо против императорской власти длилось в 1520—1522 гг. Восставшие создали «Священную хунту», к которой присоединились почти все города Кастилии, в том числе столица Вальядолид. Они настаивали на том, чтобы Карл V жил в Испании, требовали отстранения иностранцев от управления, регулярного созыва кортесов, расширения городского самоуправления, запрета вывоза золотой монеты за границу.
Восставшие провозгласили Хуану Безумную правительницей Испании. Широкий размах движения, принявшего с 1521 антидворянский характер, побудил дворянство перейти на сторону короля. В битве при Вильяларе (23 апреля 1521) силы комунерос, возглавлявшиеся Хуаном Падилья, были разгромлены, сам он и другие вожди Хунты взяты в плен и казнены. В 1522 сопротивление восставших было окончательно сломлено. Массовые репрессии продолжались до 1526 г.

## Демография
Население 2 555 742 чел. (6-е место, данные 2011 г.).

## Административное устройство
В состав Кастилии и Леона входят 9 провинций. 
| Провинция  | Адм. центр | Население, чел. (2011) | Площадь, км² | Комарки | Кол-во муниципалитетов |
| ---------- | ---------- | ---------------------- | ------------ | --- | ---------------------- |
| Авила      | Авила      | 172 704                | 8050,15      | Ла-Моранья, Де-Авила, Эль-Барко-де-Авила-Пьедрахита, Де-Бургохондо-эль-Тьембло-Себрерос, Аренас-де-Сан-Педро | 248                    |
| Бургос     | Бургос     | 372 538                | 14 291,81    | Альфос-де-Бургос, Арланса, Ла-Буреба, Эбро, Мериндадес, Монтес-де-Оса, Одра-Писуэрга, Парамос, Рибера-дель-Дуэро, Сьерра-де-ла-Деманда                                                                                             | 371                    |
| Леон       | Леон       | 493 312                | 15 580,83    | Альфос-де-Леон, Бабия, Кабрера, Эль-Бьерсо, Парамо-Леонес, Ласияна, Ла-Сепеда, Ла-Собарриба, Лос-Аргуэльос, Луна, Марагатерия, Омания, Тьерра-ле-Баньеса, Вега-дель-Эсла                                                           | 211                    |
| Паленсия   | Паленсия   | 170 513                | 8052,51      | Эль-Серрато-Палентино, Монтанья-Палентина, Парамос-Вальес, Тьерра-де-Кампос | 191                    |
| Саламанка  | Саламанка  | 350 018                | 12 349,95    | Эль-Абаденго, Лас-Аррибес, Тьерра-де-Альба, Ла-Армуния, Кампо-де-Пеньяранда, Кампо-Чарро, Сьюдад-Родриго-Сьерра-де-Гата, Сьерра-де-Бехар, Сьерра-де-Франсия, Ледесма, Валье-де-лас-Батуэкас, Витигудино, Ла-Рамахера, Эль-Реболлар | 362                    |
| Сеговия    | Сеговия    | 163 171                | 6922,75      | Сепульведа, Эспинар, Тьерра-де-Пинарес, Санта-Мария-Ла-Реаль-де-Ньева, Сеговия-и-су-Альфос, Кока, Фресно-де-Кантеспино | 209                    |
| Сория      | Сория      | 94 610                 | 10 306,42    | Альмасан, Тьеррас-дель-Бурго, Кампо-де-Гомара, Пинарес, Сория, Тьеррас-Альтас, Тьерра-де-Агреда, Тьерра-де-Мединасели | 183                    |
| Вальядолид | Вальядолид | 532 765                | 8110,49      | Тьерра-де-Кампос, Монтес-Торосос, Парамос-дель-Эсгева, Тьерра-де-Пинарес, Кампо-де-Пеньяфьель, Кампиния-дель-Писуэрга, Тьерра-дель-Вино, Тьерра-де-Медина                                                                          | 225                    |
| Самора     | Самора     | 191 613                | 10 561,26    | Альфос-де-Торо, Алисте, Бенавенте-и-Лос-Вальес, Ла-Карбальеда, Ла-Гварения, Санабрия, Сайяго, Тьерра-де-Альба, Тьерра-де-Кампос, Тьерра-де-Табара, Тьерра-дель-Пан, Тьерра-дель-Вино                                               | 248                    |

## Палеогенетика
У жившего в мезолите темнокожего и голубоглазого охотника-собирателя La Braña 1, обнаруженного в пещере Ла Брана-Аринтеро (Леон), определена Y-хромосомная гаплогруппа C1a2 (C6-V20) и митохондриальная гаплогруппа U5b2c1. Изучение генома образца Ла Бранья-2 показало, что он был братом Ла Бранья-1 с теми же гаплогруппами.